# Kearsney
Kearsney – osada w Anglii, w hrabstwie Kent, w dystrykcie Dover. Leży 16 km na południowy wschód od miasta Canterbury i 104 km na wschód od centrum Londynu.